# Neumagen-Dhron
Neumagen-Dhron est une municipalité allemande située dans le land de Rhénanie-Palatinat et l'arrondissement de Bernkastel-Wittlich.
La localité est connue pour ses vestiges romains, transportés au musée rhénan de Trèves : le bateau chargé de tonneaux de vin de Neumagen (Neumagener Weinschiff (de)) est souvent reproduit dans les livres d'histoire et de civilisation romaine.